# Saropogon melampygus
Saropogon melampygus är en tvåvingeart som först beskrevs av Friedrich Hermann Loew 1851.  Saropogon melampygus ingår i släktet Saropogon och familjen rovflugor. Inga underarter finns listade i Catalogue of Life.